# Галифакс (Виргиния)
Галифакс  (англ. Halifax) — город и административный центр округа Галифакс в штате Виргиния США. По данным переписи 2020 года, численность населения составляла 1118 человек.

## Население
| 2010 | 2020  |
| ---- | ----- |
| 1309 | ↘1118 |